# Реймс (футбольный клуб)
«Реймс» (фр. Stade de Reims, французское произношение: [stɑd də ʁɛ̃s]) — французский футбольный клуб из Реймса. Основан 18 июня 1931 года. Шестикратный чемпион Франции. Дважды доходил до финала Кубка европейских чемпионов, и оба раза в финале проигрывал мадридскому «Реалу»: в 1956 году со счётом 3:4, в 1959 — 0:2.
Выступает в Лиге 2, втором дивизионе в системе футбольных лиг Франции.

## История

### 1931—1960 годы
Первый матч команда провела 23 августа против ФК «Реймс», одержав уверенную победу со счётом 7:2. Свой первый чемпионат в Division d`Honneur клуб провёл в 1931/1932, завершив его на втором месте. В 1934/1935 году клуб выиграл чемпионат северо-восточной зоны. После этого титула клуб получает профессиональный статус и начинает выступать во втором дивизионе. В первом сезоне клуб занял место в середине турнирной таблицы, однако в сезоне 1936/1937 опустился на предпоследнее место. В 1937 происходит слияние клуба Sporting и Stade de Reims.
В военные годы чемпионат Франции проводился, однако он проходил по соответствующим зонам. «Стад де Реймс» участвовал в чемпионате зоны Север с девятью другими командами. В сезоне 1940/1941 «Стад де Реймс» занял четвёртое место, а в следующем сезоне завоевал титул чемпиона зоны Север. В том же сезоне клуб дошёл до финала Кубка Франции, но уступил «Ред Стар» со счётом 1:0. После завершения войны «Стад де Реймс» перешёл в первый дивизион. После ряда скромных успехов клуб добился в 1949 году своего первого титула чемпиона Франции. В следующем сезоне «Реймс» завоевал свой первый Кубок Франции, одержав победу над RC Paris со счётом 2:0 в присутствии 61 772 зрителей.
В сезоне 1951/1952 в клуб перешёл великий французский футболист — Раймон Копа, один из четырёх французов обладателей Золотого мяча. Клуб завоевал свой второй титул чемпиона, а также выиграл Латинский кубок, победив в полуфинале «Валенсию» и обыграв в финале «Милан» со счётом 3:0. После завоевания своего третьего титула чемпиона Франции, в качестве приоритетной задачи для клуба было подтверждение своих успехов в Кубке чемпионов. В сезоне 1955/1956 клуб дошёл до финала Кубка чемпионов, но уступил мадридскому «Реалу». Раймон Копа оставил «Стад де Реймс» и перешёл в «Реал». Клуб продолжил бороться за чемпионский титул уже без Раймона, но с Жюстом Фонтеном, однако в следующем сезоне занял лишь третье место в чемпионате. Но в следующем сезоне «Стад де Реймс» завоевал и титул чемпиона Франции, и Кубок Франции.
Титул, полученный в 1958 году, позволил команде вновь попробовать свои силы в Кубке чемпионов. «Реймс» вновь встречается в финале с мадридским «Реалом», и вновь проигрывает. В сезоне 1959/1960 клуб завоёвывает пятый титул чемпиона Франции.

### 1961—1991 годы
Сезон 1962/1963 клуб проводит уже без Жюста Фонтена, который принял решение завершить карьеру. Клуб проигрывает «Фейеноорду» в Кубке чемпионов и завершает чемпионат на втором месте после «Монако». В сезоне 1963/1964 «Стад де Реймс» завершает чемпионат на 17-м месте, что означало переход во второй дивизион. Единственным положительным аспектом в том периоде было завоевание кубка Gambardella молодёжной командой.
Сезон 1965/1966 «Реймс» завершил чемпионом второго дивизиона, что позволило вернуться в элиту. Несмотря на амбиции руководства, которое рассчитывало на место в верхней части таблицы, клуб завершил сезон на 19-м месте и вернулся во второй дивизион на три сезона.
В сезоне 1970/1971 клуб возвращается в первый дивизион. Клуб провёл сравнительно неплохой сезон, завершив его на девятом месте. В следующем сезоне клуб переместился уже на пятнадцатое место, а в полуфинале Кубка Франции проиграл марсельскому «Олимпику».
В сезоне 1973/1974 клуб занял шестое место во многом благодаря своему аргентинскому игроку Карлосу Бьянки, который стал лучшим бомбардиром турнира с 30 голами.
Сезон 1978/1979 стал катастрофическим для клуба — он занял последнее место, имея в активе всего три победы. «Реймс» вернулся в Лигу 1 лишь в 2012 году.
В сезоне 1979/1980 клуб благодаря стараниям молодых игроков занял шестое место в турнирной таблице. Однако в течение двух следующих сезонов клубу не представился шанс улучшить своё положение. Болельщики всё реже приходили поддержать команду на стадион «Огюст Делоне». Карлос Бьянчи, некоторое время назад оставивший «Реймс», принял решение вернуться в команду в сезоне 1985/1986. Президент клуба Базелер надеялся с помощью этого перехода усилить игру команды. Однако клуб продолжал показывать средние результаты. В сезоне 1985/1986 «Реймс» дошёл до полуфинала Кубка Франции, но не смог одержать победу над «Олимпиком». «Олимпик» выиграл со счётом 5:1.
В 1989 году финансовое положение клуба было очень сложным, и это грозило ему переводом в третий дивизион. Сумев удержаться во втором дивизионе в том году, клуб, тем не менее, не избежал перехода в третий дивизион в сезоне 1990/1991.

### С 1992 года
«Реймс» выступает в восточной группе третьего дивизиона и быстро занимает место в верхней части турнирной таблицы. Однако задолженность клуба в пятьдесят миллионов франков привела к судебному разбирательству. Клуб «Стад де Реймс» был преобразован в Stade de Reims Champagne FC. Исправительный трибунал вскоре принял решение о прекращении деятельности клуба. Клуб под названием Stade de Reims Champagne переходит в Division D`Honneur. В 1996 меняется руководство, однако «Реймс» упускает одну возможность за другой, чтобы улучшить своё положение. Лишь в сезоне 2001/2002 клуб достигает поставленной цели — под руководством Марка Колла клуб переходит во вторую Лигу, но уже в сезоне 2003/2004 вновь возвращается в Насьональ. В сезоне 2011/2012 клуб занял 2-е место во второй Лиге и поднялся в Лигу 1, где стабильно занимал места во второй десятке.

## Достижения

### Национальные
Чемпионат Франции
- Чемпион (6): 1948/49, 1952/53, 1954/55, 1957/58, 1959/60, 1961/62
- Вице-чемпион (3): 1946/47, 1953/54, 1962/63

Кубок Франции
- Обладатель (2): 1949/50, 1957/58
- Финалист (2): 1976/77, 2024/25

Суперкубок Франции
- Обладатель (4): 1955, 1958, 1960, 1966

Кубок Французской лиги
- Обладатель: 1991

### Международные
Кубок европейских чемпионов
- Финалист (2): 1956, 1959

Латинский кубок
- Обладатель: 1953

Кубок Альп
- Обладатель: 1977

## Статистика выступлений
Выступления в XXI веке:
| Сезон | 2000/01 | 2001/02 | 2002/03 | 2003/04 | 2004/05 | 2005/06 | 2006/07 | 2007/08 | 2008/09 | 2009/10 | 2010/11 | 2011/12 | 2012/13 | 2013/14 | 2014/15 | 2015/16 | 2016/17 | 2017/18 | 2018/19 | 2019/20 | 2020/21 | 2021/22 | 2022/23 |
| Лига  | Лига 3  | Лига 3  | Лига 2  | Лига 3  | Лига 2  | Лига 2  | Лига 2  | Лига 2  | Лига 2  | Лига 3  | Лига 2  | Лига 2  | Лига 1  | Лига 1  | Лига 1  | Лига 1  | Лига 2  | Лига 2  | Лига 1  | Лига 1  | Лига 1  | Лига 1  | Лига 1  |
| Место | 5       | 2       | 20      | 1       | 16      | 14      | 11      | 13      | 20      | 2       | 10      | 2       | 14      | 11      | 15      | 18      | 7       | 1       | 8       | 6       | 14      | 12      | 11      |

## Состав
| 20 | Франция     | Вр  | Александр Ольеро                       | 1996 |  |  |  |  |  |
|    |             |     |                                        |      |  |  |  |  |  |
| 2  | Кения       | Защ | Джозеф Окуму                           | 1997 |  |  |  |  |  |
| 3  | Япония      | Защ | Хироки Секине                          | 2002 |  |  |  |  |  |
| 18 | Испания     | Защ | Серхио Акиеме                          | 1997 |  |  |  |  |  |
| 23 | Португалия  | Защ | Аурелиу Бута (в аренде из «Айнтрахта») | 1997 |  |  |  |  |  |
| 31 | Швеция      | Защ | Малькольм Йенг                         | 2005 |  |  |  |  |  |
| 92 | Франция     | Защ | Абдул Коне                             | 2005 |  |  |  |  |  |
| -  | Франция     | Защ | Николя Паллуа                          | 1987 |  |  |  |  |  |
|    |             |     |                                        |      |  |  |  |  |  |
| 6  | Франция     | ПЗ  | Валентен Атангана                      | 2005 |  |  |  |  |  |
| 8  | Кот-д’Ивуар | ПЗ  | Яя Фофана                              | 2004 |  |  |  |  |  |
| 10 | Мальта      | ПЗ  | Тедди Теума (капитан)                  | 1993 |  |  |  |  |  |
| 14 | Германия    | ПЗ  | Реда Хадра                             | 2001 |  |  |  |  |  |
| 24 | Кот-д’Ивуар | ПЗ  | Мори Гбане                             | 2000 |  |  |  |  |  |

| 30 | Ирландия                  | ПЗ  | Джон Патрик        | 2003 |  |  |  |  |  |
| 64 | Мавритания                | ПЗ  | Мохамед Али Диади  | 2004 |  |  |  |  |  |
| 86 | Кот-д’Ивуар               | ПЗ  | Патрик Заби        | 2006 |  |  |  |  |  |
|    |                           |     |                    |      |  |  |  |  |  |
| 7  | Япония                    | Нап | Дзюнъя Ито         | 1993 |  |  |  |  |  |
| 9  | Дания                     | Нап | Мохамед Дарами     | 2002 |  |  |  |  |  |
| 12 | Соединённые Штаты Америки | Нап | Джордан Пефок      | 1996 |  |  |  |  |  |
| 17 | Япония                    | Нап | Кэйто Накамура     | 2000 |  |  |  |  |  |
| 22 | Кот-д’Ивуар               | Нап | Умар Диаките       | 2003 |  |  |  |  |  |
| 67 | Франция                   | Нап | Мамаду Диакон      | 2005 |  |  |  |  |  |
| 73 | Ирландия                  | Нап | Ике Орази          | 2007 |  |  |  |  |  |
| 74 | Мали                      | Нап | Ниама Папе Сиссоко | 2005 |  |  |  |  |  |
| 85 | Нигерия                   | Нап | Ибраим Хафиз Умар  | 2005 |  |  |  |  |  |

## Форма

### Домашняя
| 2014/15 | 2015/16 | 2016/17 | 2017/18 | 2018/19 | 2019/20 | 2020/21 | 2021/22 | 2022/23 | 2023/24 | 2024/25 |

### Гостевая
| 2014/15 | 2015/16 | 2016/17 | 2017/18 | 2018/19 | 2019/20 | 2020/21 | 2021/22 | 2022/23 | 2023/24 | 2024/25 |

### Резервная
| 2014/15 | 2015/16 | 2016/17 | 2017/18 | 2018/19 | 2019/20 | 2020/21 | 2021/22 | 2022/23 | 2023/24 | 2024/25 |

Источники:,